# Vítor Manuel Trigueiros Crespo
Vítor Manuel Trigueiros Crespo CvA • GCIH • GCL (Porto de Mós, 21 de março de 1932 – Lisboa, 17 de dezembro de 2014) foi um militar de Abril, um dos dirigentes da Marinha no Movimento das Forças Armadas, sendo o único oficial da Marinha a integrar a equipa do Posto de Comando da Pontinha nas operações militares do 25 de Abril de 1974. Após o 25 de Abril, foi membro do primeiro Conselho de Estado e assumiu o cargo de Alto-Comissário e Comandante-Chefe das Forças Armadas em Moçambique até à independência deste território. Regressado a Portugal, manteve-se no Conselho da Revolução sendo o único dos membros da Armada a integrar os primeiros subscritores do Documento dos Nove. Integrou o VI Governo Provisório, chefiado por Pinheiro de Azevedo, como ministro da Cooperação. Após a extinção do conselho da revolução, volta à Armada, onde assume o cargo de Director do Serviço de Justiça até à sua passagem à situação de Reserva.
Foi ainda professor na Escola Naval e posteriormente, já no posto de Almirante, Director da Biblioteca de Marinha.
Faleceu a 17 de dezembro de 2014, aos 82 anos, em Lisboa.

## Infância e juventude
Nascido em 1932, em Porto de Mós, numa família da média burguesia moderadamente conservadora com algumas ligações ao regime já que um dos tios tinha sido deputado no início do regime e se mantinha na União Nacional e o pai, como funcionário público, também estava, de certa maneira, ligado ao regime. É, porém, curioso que em casa se falava bastante do passado liberal da família, pois o avô António Crespo, um bem-sucedido advogado, havia sido longamente deputado do Partido progressista e o bisavô que participara nas lutas do cerco do Porto pelo lado liberal, foi toda a vida, apesar das limitações de juiz, grande paladino da causa liberal.

### Educação
Fez a instrução primária em Porto de Mós, indo para Leiria frequentar o primeiro e segundo ciclo do liceu. Desse tempo de Leiria há que referir ainda umas aulas extra de desenho que frequentava na Escola Industrial porque queria ir para arquitectura. Os professores foram Luís Fernandes e Narciso Costa, dois artistas e pessoas muito cultas que conversavam muito com os alunos e com quem teve conversas marcantes.
Não existindo terceiro ciclo em Leiria, teve de completá-lo em Coimbra, bem como o curso preparatório da Faculdade de Ciências.
Durante os tempos da faculdade frequentou a Matemáticas Gerais as lições do Professor Joaquim Namorado que, naquela época, dava explicações privadas por ter sido afastado da Universidade. Sempre considerou esse facto muito importante na sua vida, não apenas por ter aprendido matemática e ter criado interesse pelo seu estudo para o resto da vida, mas pelas conversas que tiveram e pela amizade estabelecida que durou para toda a vida. Quando depois do 25 de Abril se encontraram pela primeira vez disse-lhe sorridente ter tido sempre esperança de que a semente germinasse.

#### Escola Naval
Na Escola Naval foi introduzido à disciplina militar, o internato em que nunca havia vivido. Descobriu aí o grande interesse pelo conhecimento da Marinha, instituição com história marcante, tradição antiga e cultura própria, estreitamente ligada à identidade nacional e com grande intervenção na sua génese. Aliás, reconhecia as tradições e qualidades da Escola que conhecia bem porque além de aluno foi lá professor muitos anos.
A sua apreciação desse período de formação foi muito positiva, pela cultura científica adquirida e gosto pelo saber, pelo ambiente de formação de carácter, pelos valores defendidos e pelo rigor ético dos princípios cultivados.

## Viagem de Instrução e Comissão na Índia
Terminado o curso, foi destacado para uma longa comissão de serviço na Índia no “Bartolomeu Dias”. Por não haver estações de reabastecimento em Goa, só em Carachi, era obrigado a permanecer longas temporadas nos fundeadouros de Pangim e Mormugão, bastante distantes de terra. Este foi um período muito dedicado à leitura pelos longos períodos de reduzida actividade profissional que a situação requeria. Não tendo ficado porém muito tempo no “Bartolomeu Dias”, foi nomeado comandante da Espiga onde seguiu para Damão e passou a navegar em missões de fiscalização e soberania no Golfo de Cambay. Durante a estadia em Damão e Diu teve oportunidade de contactar com pessoas hindus, maometanas e parses e falar abertamente de matérias coloniais, incluindo os respectivos caminhos autonómicos ou independentistas. 

## Participação no 25 de Abril
Na Primavera de 1973, após regresso de uma comissão no comando do corveta “Jacinto Cândido” em Moçambique, toma conhecimento por jovens oficiais, seus antigos alunos da Escola Naval, do Movimento das Forças Armadas e da sua organização na Marinha, à qual adere.
Depois da clarificação dos objectivos políticos do Movimento, obtida a 5 de Março em Cascais, passa a empenhar-se nas acções preparatórias do golpe militar. Participa na reunião de 13 de Março no Clube Militar Naval onde é produzido o documento de protesto pela prisão de oficiais do Movimento. Colabora na redacção final do Programa do MFA. Depois do 16 de Março realizam-se em sua casa reuniões entre oficiais da Armada e oficiais do Movimento, designadamente Vítor Alves, Vasco Gonçalves e Otelo Saraiva de Carvalho, para articulação da acção do MFA da Marinha, definida como de "neutralidade activa", com as operações do Exército. Na última dessas reuniões, já a 23 de Abril, é acordado com Otelo Saraiva de Carvalho a ocupação da PIDE/ DGS por uma força de Marinha, a organizar nos fuzileiros com o destacamento a quem fora anteriormente atribuída a missão de libertação dos presos do MFA da Trafaria, entretanto entregue ao Exército.
Em 24 de Abril integra o grupo de oficiais que, do Posto de Comando da Pontinha, conduzirão as operações do 25 de Abril. Nestas funções, empenha-se particularmente, em ligação com Almada Contreiras no Centro de Comunicações da Armada, na operação de ocupação da PIDE/DGS e no episódio da fragata "Almirante Gago Coutinho". Na reunião da Pontinha entre a Junta de Salvação Nacional e a Comissão Política do Movimento onde foi posto em causa o Programa do MFA, defende-o intransigentemente usando inclusivamente o argumento da força operacional do MFA, contribuindo assim para que o Programa, apesar das alterações, continuasse o grande instrumento de orientação política do 25 de Abril. Ainda na defesa das ideias do Movimento, tendo tido conhecimento de um projecto para a Lei 3/74 (lei Constitucional) que teria apoio do General Spínola, mas não satisfazia inteiramente o espírito do Programa, procura  junto de um grupo de constitucionalistas a elaboração de um projecto alternativo, que mercê do grande empenho dos elementos da ainda Comissão Política e de alguns da Junta acaba por ser aprovado quase na totalidade pela junta de Salvação Nacional, constituindo o essencial da Lei 3/74.
Como membro da Comissão Coordenadora do Programa, para além do empenhamento nas graves questões políticas que a envolveram, trata especialmente, com o apoio de um grupo técnico, dos inúmeros problemas empresariais, bancários e financeiros de diversa ordem apresentados pela Comissão logo após o 25 de Abril e mesmo depois da constituição do Governo. No âmbito do Conselho de Estado, dá particular atenção às questões coloniais, cedo confundidas pela crise Palma Carlos, tendo defendido sempre o encontro de soluções através do reconhecimento do direto dos povos à auto-determinação nos termos da Carta da Nações Unidas e de negociação com os Movimentos de Libertação, o que só viria a ser possível tardiamente com a Lei 7/74. 

## Moçambique
Após os acordos de Lusaca de 7 de Setembro e dos trágicos acontecimentos da Beira e de Lourenço Marques, é nomeado Alto-Comissário e Comandante-Chefe de Moçambique. À sua chegada, face ao caos social e à ansiedade generalizada, toma medidas de segurança e apoio da comunidade portuguesa, promove o entendimento social e uma política de comunicação esclarecedora das novas realidades. 
Remodela profundamente as estruturas e o dipositivo militar do país que passa a apoiar eficazmente a acção do Estado. São directivas essenciais dessa remodelação a superioridade de força militar portuguesa em cada local de estacionamento e o bom relacionamento e cooperação com as forças do novo país (antigos inimigos). 
Não houve, durante a transição, qualquer confronto entre as duas forças. A retracção do dispositivo militar, quarenta mil homens, cumpriu rigorosamente o plano traçado, enviando para Portugal, além do pessoal, todo o material e armamento de uma guerra de dez anos. A concretização de acordos em domínios tão vastos como Cahora Bassa, Banco Nacional Ultramarino, serviços aéreos, seguros, propriedade industrial, dupla tributação, cooperação de funcionários públicos, Estatuto de Cooperante, Acordo Geral de Cooperação e Amizade e Acordo judiciário, entre outros, dá bem nota do entendimento entre as partes e da visão do futuro existente. À data da independência, ficaram como cooperantes em Moçambique cerca de 50 por cento dos funcionários públicos, entenda-se, professoras, médicos, economistas, e outros técnicos essenciais ao funcionamento do Estado e ainda, em diversas actividades, cerca de 60 por cento dos portugueses que aí permaneceram no período de transição.

## Grupo dos Nove e VI Governo
Regressado a Portugal integra no Conselho da Revolução o grupo que denuncia as políticas do IV e V governos por discordantes do Programa do MFA e dos propósitos de Abril. Face ao extremar de posições e à ausência de decisões políticas, participa no movimento de recusa da situação existente e de proposta de uma alternativa política, consubstanciadas no Documento dos Nove, de que é um dos subscritores. Integra o VI Governo Provisório como ministro da Cooperação. Negoceia em várias fases a resolução dos chamados "Contenciosos Coloniais” com a Guiné-Bissau, Cabo Verde e São Tomé e Príncipe as quais terminam em acordos com os três países. Pouco antes da data marcada para a independência de Angola, faz uma ronda negociai com cada um dos presidentes dos Movimentos, com vista a um possível acordo final, sem sucesso. Procura depois influenciar o processo através de Samora Machel e Nyerere, bem como de outros líderes no quadro da reunião da O.U.A. em Kampala. Nestas visitas colhe informações de alto valor para a opção pelo reconhecimento do governo de Luanda na independência de Angola, que defende junto do CR e do governo.
Em defesa da política dos Nove trabalha na organização do grupo de resistência a intervenções revolucionárias militares que agirá em 25 de Novembro. Continua depois a integrar o CR na fase de apoio à consolidação democrática e de garante constitucional até à sua extinção em 1982.

## Condecorações
- Cavaleiro da Ordem Militar de São Bento de Avis de Portugal (26 de Setembro de 1970)[16]
- Grã-Cruz da Ordem da Liberdade de Portugal (24 de Setembro de 1983)[16]
- Grã-Cruz da Ordem do Infante D. Henrique de Portugal (21 de Novembro de 2005)[16]